# جیلیان بل
جیلیان بل (انگلیسی: Jillian Bell؛ زادهٔ c. ۱۹۸۳ (۴۱–۴۲ سال)) یک هنرپیشه اهل ایالات متحده آمریکا است. وی از سال ۲۰۰۶ میلادی تاکنون مشغول فعالیت بوده‌است.

## گزیده فیلمشناسی
از فیلم‌ها یا برنامه‌های تلویزیونی که وی در آن نقش داشته‌است می‌توان به آثار زیر اشاره کرد.

### فیلم سینمایی
| سال  | نام فیلم             | نقش                                  | توضیحات    |
| ---- | -------------------- | ------------------------------------ | ---------- |
| ۲۰۱۱ | ساقدوش‌ها             | Girl at Shower                       |            |
| ۲۰۱۲ | استاد (فیلم ۲۰۱۲)    | Susan Gregory                        |            |
| ۲۰۱۴ | خیابان جامپ شماره ۲۲ | Mercedes                             |            |
| ۲۰۱۴ | خباثت ذاتی (فیلم)    | Chlorinda                            |            |
| ۲۰۱۵ | مورمور (فیلم)        | Lorraine Conyers                     |            |
| ۲۰۱۵ | شب قبل (فیلم ۲۰۱۵)   | Betsy Greenberg                      |            |
| ۲۰۱۶ | فیلم پرندگان خشمگین  | Helene the Lunch Mom/Yoga Instructor | Voice role |
| ۲۰۱۶ | چارمینگ (فیلم)       | Additional Voices                    | صداپیشه    |
| ۲۰۱۶ | مهمانی کریسمس اداره  | Trina                                |            |
| ۲۰۱۷ | مبارزه با مشت        | Counselor Holly                      |            |
| ۲۰۱۷ | شب سخت               | Alice                                |            |
| ۲۰۱۸ | بازی تمام شد مرد!    |                                      |            |
| ۲۰۱۸ | چارمینگ (فیلم)       |                                      |            |
| ۲۰۲۳ | خیابان کندی کین      |                                      |            |

## تلویزیونی
- پخش زنده شنبه شب (۲۰۰۹–۲۰۱۰)
- زیاد ذوق‌زده نشو (۲۰۰۹)
- آبشار جاذبه (۲۰۱۴)
- برگری باب (۲۰۱۸)